# Transcend

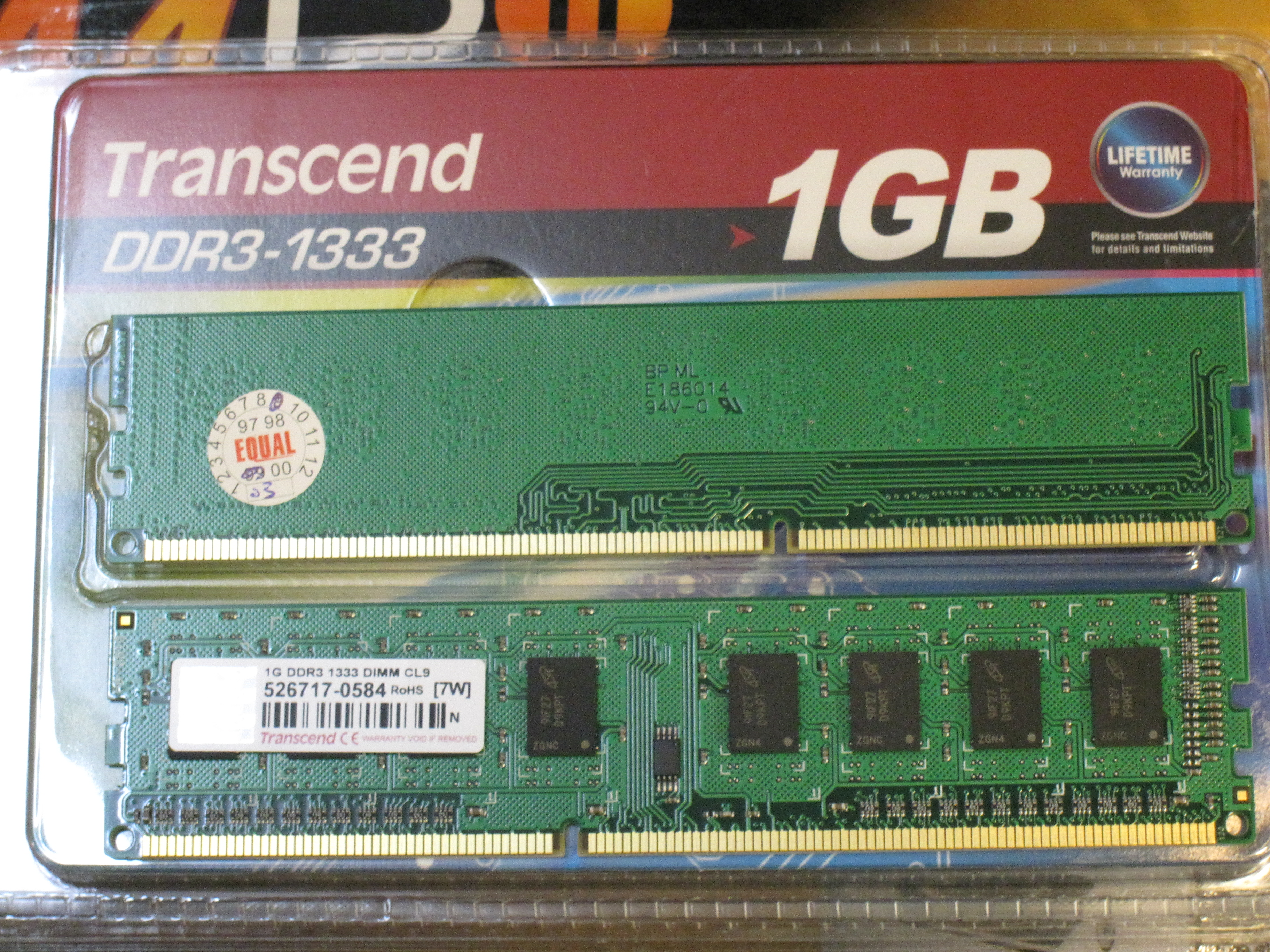
Модуль ОЗП DDR3 від Transcend.

Transcend Information — тайванська компанія, що виробляє модулі оперативної пам'яті, пристрої зберігання даних на основі флеш-пам'яті, зовнішні тверді диски, цифрові плеєри та інші мультимедійні пристрої і аксесуари.
Компанія була заснована у 1988 році Пітером Шу (Peter Shu, 束崇萬). Головний офіс знаходиться в столиці Тайваню — місті Тайбей. Компанія має відділення в США, Німеччині, Нідерландах, Великій Британії, Японії, Гонконзі і Китаї.
Transcend знаходиться серед світових лідерів з виробництва запам'ятовуючих пристроїв.[джерело?]
Компанія заявляє про надання «довічної» гарантії на свою продукцію. Під «довічною» гарантією тут розуміється час від моменту продажу товару до зняття його з виробництва.